# Karl August Meißinger
Karl August Meißinger (* 30. April 1883 in Gießen; † 14. November 1950 in Gauting) war ein deutscher Reformationsforscher und Schriftsteller.

## Leben
Nach dem Abitur in Friedberg 1902 studierte Meißinger bis 1906 in Gießen Theologie bei Bernhard Stade und Walther Köhler. 1910 promovierte er in Gießen zum Lic. theol. und 1918 zum Dr. phil. in Straßburg. Von 1923 bis 1933 war er im Höheren Schuldienst tätig, zunächst in Frankfurt am Main, dann in Höchst am „Städtischen Reformgymnasium mit Oberrealschule“ (1927 Studienrat). Im November 1933 wurde er wegen politischer Unzuverlässigkeit entlassen, lebte er als freier Schriftsteller bis 1936 in Frankfurt am Main und danach in Gauting.